# 八重緑
八重緑（やえりょく、生年不詳 - 永禄8年8月27日（1565年9月21日））は、戦国時代の女性。加治田城主佐藤忠能の娘。兄弟に佐藤忠康、佐藤昌信、佐藤能信、佐藤堅忠室、斎藤利治室（正室院）。岸信周の養女。

## 概略
尾張国の織田信長による美濃国への侵攻に対抗するため、関城の長井道利、堂洞城の岸信周、加治田城の佐藤忠能が盟約を結んだ際、結束を固めるため、道利の勧めで岸方の養女（人質）として差し出された。
しかし、忠能は加治田城下の住人梅村良澤を犬山へ派遣し、丹羽長秀を通して信長に内通。合戦前の夜に八重緑は竹槍で刺殺され、加治田城や加治田城下町から見える場所にて磔となる。
亡骸は、その夜において佐藤の古参である家臣西村治郎兵衛が忍んで奪い取り、龍福寺へ葬ったと伝えられている。

## 堂洞城長尾丸
- 八重緑が磔にされた場所[6]。その場所は、富加町役場東児童館(旧わかくさ保育園)の真北であり、現在もそのままの状態（保存）にされている[7]。

## 逸話
- 名前からして梅の季節（春の花）であり、春に生まれた可能性がある。[要出典]
- 岐阜県富加町町営住宅団地ポルターガイスト事件で姫が関わったとして全国放送として取り上げられた。[要出典]
- マンガ「夕雲の城」にて時代のヒロインの一人として描かれてある[8]。
- 八重緑の磔の場は堂洞城長尾丸もしくは、加治田城と堂洞城の互いの天然の掘である川浦川堂洞城川岸側である「轟の松」であると伝わっている。松は伊勢湾台風の時に消失したが、写真が現存している[9]。[10]。
- 姫の名は史料の上では八重緑として伝承されていたが、旧家の古文書を調査したところにより、新たな堂洞軍艦記にて正式に姫の名が記載されており、事実名として認められた[11]。

## 書籍
- 『掠世の女（ひと）』鳥影社、1980年。ISBN 9784886297525。
- 渡辺浩行『織田信長の東美濃攻略歴史PRマンガ 夕雲の城』富加町教育委員会、美濃加茂市・坂祝町・富加町